# ميشيل لوتشيانو
ميشيل لوتشيانو (بالإنجليزية: Michelle Luciano)‏ هي محاضرة في كلية الفلسفة وعلم النفس وعلوم اللغة في جامعة إدنبرة. يركز بحثها على استخدام الدراسات التوأمية لتقدير المساهمات الجينية والبيئية للسلوك البشري.

## روابط خارجية
- صفحة الكلية
- ميشيل لوتشيانو منشورات مفهرسة من قبل جوجل سكولار